# Puchar Kontynentalny w skokach narciarskich 2012/2013
Puchar Kontynentalny w skokach narciarskich 2012/2013 – rozpoczął się 8 grudnia 2012 dwoma konkursami w kazachskim Ałmaty. Cykl zakończył się 17 marca 2013 w rosyjskim Niżnym Tagile. W Polsce zostały przeprowadzone 4 konkursy.
Początkowo seria miała rozpocząć się już 1 grudnia, lecz odwołane zostały zaplanowane na 8-9 grudnia zawody w Erzurum, zaś konkursy w Ałmaty zostały przesunięte na ich miejsce. Pierwszy konkurs w Lahti z powodu warunków pogodowych został przesunięty o jeden dzień. Ostatecznie nie udało się rozegrać żadnych z zaplanowanych na Salpausselce zawodów. Konkursy zaplanowane na 2-3 lutego 2013 w Kranju zostały przeniesione do Planicy. Miały się one odbyć na zmodernizowanej kilka miesięcy wcześniej skoczni normalnej, lecz ostatecznie skakano na skoczni dużej. Z powodu warunków atmosferycznych pierwszy z tych konkursów przeniesiono z soboty na niedzielę. Zadecydowano, że za jeden z odwołanych konkursów w Lahti 9 lutego rozegrane zostaną dodatkowe zawody w Iron Mountain. Ostatnie konkursy zaplanowane na dużej skoczni w Niżnym Tagile zostały przeniesione na normalny obiekt.

## Kalendarz i wyniki
| Lp  | Data             | Miejscowość      | Skocznia                   | HS    | Uwagi       | 1. miejsce               | 2. miejsce                          | 3. miejsce                 |
| --- | ---------------- | ---------------- | -------------------------- | ----- | ----------- | ------------------------ | ----------------------------------- | -------------------------- |
| 1.  | 8 grudnia 2012   | Ałmaty           | Gornyj Gigant              | HS140 | [ a ]       | Stefan Kraft             | Klemens Murańka                     | David Zauner               |
| 2.  | 9 grudnia 2012   | Ałmaty           | Gornyj Gigant              | HS140 | [ b ]       | Stefan Kraft             | Klemens Murańka                     | David Zauner               |
|     | 8 grudnia 2012   | Erzurum          | Kiremitliktepe             | HS140 | [ c ]       | odwołany                 | odwołany                            | odwołany                   |
|     | 9 grudnia 2012   | Erzurum          | Kiremitliktepe             | HS140 | [ c ]       | odwołany                 | odwołany                            | odwołany                   |
|     | 16 grudnia 2012  | Lahti            | Salpausselkä               | HS130 | [ d ] [ e ] | odwołany                 | odwołany                            | odwołany                   |
|     | 16 grudnia 2012  | Lahti            | Salpausselkä               | HS130 | [ e ]       | odwołany                 | odwołany                            | odwołany                   |
| 3.  | 27 grudnia 2012  | Engelberg        | Gross-Titlis-Schanze       | HS137 |             | Stefan Kraft             | Thomas Diethart                     | Jan Ziobro                 |
| 4.  | 28 grudnia 2012  | Engelberg        | Gross-Titlis-Schanze       | HS137 |             | Martin Schmitt           | Stefan Hula                         | Felix Schoft               |
| 5.  | 5 stycznia 2013  | Zakopane         | Wielka Krokiew             | HS134 | [ f ]       | Daniel Wenig             | Maximilian Mechler                  | Marinus Kraus              |
| 6.  | 6 stycznia 2013  | Zakopane         | Wielka Krokiew             | HS134 |             | Anže Semenič             | Danny Queck                         | Kim René Elverum Sorsell   |
| 7.  | 11 stycznia 2013 | Sapporo          | Miyanomori                 | HS100 |             | Felix Schoft             | Lukas Müller                        | Choi Seou                  |
| 8.  | 12 stycznia 2013 | Sapporo          | Ōkurayama                  | HS134 |             | Gregor Deschwanden       | Ole Marius Ingvaldsen               | Felix Schoft               |
| 9.  | 13 stycznia 2013 | Sapporo          | Ōkurayama                  | HS134 |             | Kim René Elverum Sorsell | Takanobu Okabe                      | Miran Zupančič             |
| 10. | 19 stycznia 2013 | Bischofshofen    | Paul-Ausserleitner-Schanze | HS140 |             | Manuel Fettner           | Martin Koch                         | Marinus Kraus              |
| 11. | 20 stycznia 2013 | Bischofshofen    | Paul-Ausserleitner-Schanze | HS140 |             | Manuel Fettner           | Martin Koch                         | Čestmír Kožíšek            |
| 12. | 26 stycznia 2013 | Titisee-Neustadt | Hochfirstschanze           | HS142 |             | Fredrik Bjerkeengen      | Manuel Fettner                      | Nicholas Alexander         |
| 13. | 27 stycznia 2013 | Titisee-Neustadt | Hochfirstschanze           | HS142 | [ f ]       | Manuel Fettner           | Kim René Elverum Sorsell Rok Justin | –                          |
| 14. | 3 lutego 2013    | Planica          | Bloudkova velikanka        | HS139 | [ g ] [ h ] | Stefan Kraft             | Stefan Hula                         | Anže Semenič               |
| 15. | 3 lutego 2013    | Planica          | Bloudkova velikanka        | HS139 | [ g ]       | Stefan Hula              | Stefan Kraft                        | Vegard Swensen             |
| 16. | 9 lutego 2013    | Iron Mountain    | Pine Mountain              | HS133 |             | Fredrik Bjerkeengen      | Matic Benedik                       | Christian Heim             |
| 17. | 9 lutego 2013    | Iron Mountain    | Pine Mountain              | HS133 |             | Anže Semenič             | Matic Benedik                       | Thomas Diethart            |
| 18. | 10 lutego 2013   | Iron Mountain    | Pine Mountain              | HS133 |             | Anže Semenič             | Andraž Pograjc                      | Matic Benedik Felix Schoft |
| 19. | 16 lutego 2013   | Brotterode       | Inselbergschanze           | HS117 |             | Danny Queck              | Matic Benedik                       | Anže Semenič               |
| 20. | 17 lutego 2013   | Brotterode       | Inselbergschanze           | HS117 |             | Andraž Pograjc           | Atle Pedersen Rønsen                | Ole Marius Ingvaldsen      |
| 21. | 23 lutego 2013   | Wisła            | im. Adama Małysza          | HS134 |             | Danny Queck              | Matic Benedik                       | Krzysztof Biegun           |
| 22. | 24 lutego 2013   | Wisła            | im. Adama Małysza          | HS134 |             | Atle Pedersen Rønsen     | Matic Benedik                       | Jan Ziobro                 |
| 23. | 2 marca 2013     | Liberec          | Ještěd                     | HS100 |             | Marinus Kraus            | Kim René Elverum Sorsell            | Matic Kramaršič            |
| 24. | 3 marca 2013     | Liberec          | Ještěd                     | HS100 | [ f ]       | Marinus Kraus            | Fredrik Bjerkeengen Matic Kramaršič | –                          |
| 25. | 8 marca 2013     | Vikersund        | Vikersundbakken            | HS117 |             | Maximilian Mechler       | Jan Ziobro                          | Marinus Kraus              |
| 26. | 9 marca 2013     | Vikersund        | Vikersundbakken            | HS117 |             | Johann André Forfang     | Manuel Poppinger                    | Marinus Kraus              |
| 27. | 16 marca 2013    | Niżny Tagił      | Aist                       | HS100 | [ i ]       | Rok Justin               | Aleksandr Sardyko                   | Jan Ziobro                 |
| 28. | 17 marca 2013    | Niżny Tagił      | Aist                       | HS100 | [ i ]       | Rok Justin               | Thomas Diethart                     | Ilmir Chazietdinow         |

## Statystyki indywidualne
| Zawodnik | Ałmaty 08.12 | Ałmaty 09.12 | Engelberg 27.12 | Engelberg 28.12 | Zakopane 05.01 | Zakopane 06.01 | Sapporo 11.01 | Sapporo 12.01 | Sapporo 13.01 | Bischofshofen 19.01 | Bischofshofen 20.01 | Titisee-Neustadt 26.01 | Titisee-Neustadt 27.01 | Planica 03.02 | Planica 03.02 | Iron Mountain 09.02 | Iron Mountain 09.02 | Iron Mountain 10.02 | Brotterode 16.02 | Brotterode 17.02 | Wisła 23.02 | Wisła 24.02 | Liberec 02.03 | Liberec 03.03 | Vikersund 08.03 | Vikersund 09.03 | Niżny Tagił 16.03 | Niżny Tagił 17.03 |
| --- | ------------ | ------------ | --------------- | --------------- | -------------- | -------------- | ------------- | ------------- | ------------- | ------------------- | ------------------- | ---------------------- | ---------------------- | ------------- | ------------- | ------------------- | ------------------- | ------------------- | ---------------- | ---------------- | ----------- | ----------- | ------------- | ------------- | --------------- | --------------- | ----------------- | ----------------- |
| Austria |              |              |                 |                 |                |                |               |               |               |                     |                     |                        |                        |               |               |                     |                     |                     |                  |                  |             |             |               |               |                 |                 |                   |                   |
| Clemens Aigner | –            | –            | 85              | 52              | 75             | 67             | –             | –             | –             | 25                  | 31                  | 27                     | 15                     | –             | –             | 8                   | 13                  | 23                  | 35               | 49               | –           | –           | –             | –             | 43              | 67              | 21                | 23                |
| Florian Altenburger | –            | –            | –               | –               | 40             | 34             | –             | –             | –             | –                   | –                   | –                      | –                      | –             | –             | –                   | –                   | –                   | 25               | 12               | 17          | 25          | –             | –             | –               | –               | 16                | 7                 |
| Philipp Aschenwald | –            | –            | –               | –               | –              | –              | –             | –             | –             | –                   | –                   | –                      | –                      | –             | –             | 12                  | 9                   | 19                  | 9                | 20               | –           | –           | 21            | 29            | 57              | 63              | –                 | –                 |
| Thomas Diethart | 9            | 9            | 2               | 21              | –              | –              | 15            | 17            | 10            | 21                  | 16                  | –                      | –                      | 31            | 24            | 11                  | 3                   | 40                  | 46               | 18               | –           | –           | 33            | 15            | –               | –               | 39                | 2                 |
| Markus Eggenhofer | –            | –            | –               | –               | –              | –              | –             | –             | –             | 54                  | 69                  | –                      | –                      | –             | –             | –                   | –                   | –                   | –                | –                | –           | –           | –             | –             | –               | –               | –                 | –                 |
| Manuel Fettner | –            | –            | –               | –               | –              | –              | –             | –             | –             | 1                   | 1                   | 2                      | 1                      | –             | –             | –                   | –                   | –                   | –                | –                | –           | –           | –             | –             | –               | –               | –                 | –                 |
| Simon Greiderer | –            | –            | dsq             | 36              | 58             | 54             | –             | –             | –             | –                   | –                   | –                      | –                      | –             | –             | –                   | –                   | –                   | –                | –                | –           | –           | –             | –             | –               | –               | –                 | –                 |
| Florian Gugg | –            | –            | –               | –               | –              | –              | –             | –             | –             | 30                  | 57                  | 41                     | 50                     | –             | –             | –                   | –                   | –                   | –                | –                | –           | –           | –             | –             | –               | –               | –                 | –                 |
| Michael Hayböck | –            | –            | –               | –               | –              | –              | –             | –             | –             | –                   | –                   | –                      | –                      | –             | –             | –                   | –                   | –                   | –                | –                | 12          | 6           | –             | –             | –               | –               | –                 | –                 |
| Stefan Hayböck | 36           | 22           | 49              | 30              | 25             | 28             | –             | –             | –             | 22                  | 25                  | 19                     | 11                     | 77            | 35            | 33                  | 35                  | 24                  | –                | –                | –           | –           | –             | –             | 59              | 70              | –                 | –                 |
| Daniel Huber | 29           | 38           | –               | –               | –              | –              | –             | –             | –             | 57                  | 67                  | –                      | –                      | –             | –             | –                   | –                   | –                   | –                | –                | –           | –           | –             | –             | –               | –               | –                 | –                 |
| Martin Koch | –            | –            | –               | –               | –              | –              | –             | –             | –             | 2                   | 2                   | –                      | –                      | –             | –             | –                   | –                   | –                   | –                | –                | –           | –           | –             | –             | –               | –               | –                 | –                 |
| Stefan Kraft | 1            | 1            | 1               | 5               | –              | –              | –             | –             | –             | –                   | –                   | –                      | –                      | 1             | 2             | –                   | –                   | –                   | –                | –                | –           | –           | –             | –             | –               | –               | –                 | –                 |
| Thomas Lackner | 28           | 30           | –               | –               | 15             | 16             | –             | –             | –             | –                   | –                   | –                      | –                      | –             | –             | –                   | –                   | –                   | –                | –                | –           | –           | –             | –             | –               | –               | –                 | –                 |
| Lukas Müller | 38           | 12           | 38              | 4               | –              | –              | 2             | 7             | 8             | 20                  | 9                   | –                      | –                      | –             | –             | 18                  | 22                  | 22                  | –                | –                | 53          | 9           | 60            | 31            | –               | –               | –                 | –                 |
| Elias Pfannenstill | –            | –            | –               | –               | 37             | 60             | –             | –             | –             | 11                  | 12                  | 17                     | 45                     | 19            | 8             | 26                  | 5                   | 16                  | 36               | 20               | 42          | 27          | –             | –             | 34              | 64              | 11                | 30                |
| Manuel Poppinger | –            | –            | 44              | 45              | –              | –              | 44            | 36            | 21            | 17                  | 21                  | 18                     | 20                     | 7             | 12            | 5                   | 8                   | 9                   | 13               | 29               | 42          | 22          | 9             | 5             | 19              | 2               | 25                | 4                 |
| Markus Schiffner | 23           | 29           | 40              | 14              | –              | –              | 33            | 21            | 28            | 41                  | 64                  | –                      | –                      | 15            | 44            | –                   | –                   | –                   | –                | –                | 36          | 29          | 19            | 23            | 42              | 49              | 7                 | 21                |
| Christoph Stauder | –            | –            | –               | –               | –              | –              | –             | –             | –             | 27                  | 38                  | –                      | –                      | –             | –             | –                   | –                   | –                   | –                | –                | –           | –           | –             | –             | –               | –               | –                 | –                 |
| Andreas Strolz | –            | –            | –               | –               | 78             | 29             | –             | –             | –             | 14                  | 7                   | 35                     | 32                     | 18            | 18            | –                   | –                   | –                   | 19               | 7                | 26          | 17          | 8             | 9             | 26              | 15              | 14                | 13                |
| Elias Tollinger | –            | –            | –               | –               | dsq            | 46             | –             | –             | –             | 36                  | 44                  | –                      | –                      | –             | –             | –                   | –                   | –                   | 22               | 14               | 19          | 28          | –             | –             | 47              | 39              | 5                 | 40                |
| David Unterberger | –            | –            | –               | –               | –              | –              | –             | –             | –             | 6                   | 43                  | 29                     | 60                     | 66            | 60            | –                   | –                   | –                   | –                | –                | –           | –           | 38            | 41            | –               | –               | –                 | –                 |
| Ulrich Wohlgenannt | –            | –            | –               | –               | –              | –              | –             | –             | –             | –                   | –                   | –                      | –                      | –             | –             | –                   | –                   | –                   | –                | –                | –           | –           | 44            | 49            | –               | –               | –                 | –                 |
| David Zauner | 3            | 3            | –               | –               | –              | –              | –             | –             | –             | –                   | –                   | –                      | –                      | –             | –             | –                   | –                   | –                   | –                | –                | –           | –           | –             | –             | –               | –               | –                 | –                 |
| Białoruś |              |              |                 |                 |                |                |               |               |               |                     |                     |                        |                        |               |               |                     |                     |                     |                  |                  |             |             |               |               |                 |                 |                   |                   |
| Jauhien Myckaniuk | –            | –            | –               | –               | –              | –              | –             | –             | –             | –                   | –                   | –                      | –                      | –             | –             | –                   | –                   | –                   | –                | –                | –           | –           | –             | –             | –               | –               | 48                | 47                |
| Bułgaria |              |              |                 |                 |                |                |               |               |               |                     |                     |                        |                        |               |               |                     |                     |                     |                  |                  |             |             |               |               |                 |                 |                   |                   |
| Dejan Funtarow | 53           | 57           | –               | –               | –              | –              | –             | –             | –             | –                   | –                   | 69                     | 70                     | –             | –             | –                   | –                   | –                   | dsq              | dns              | –           | –           | –             | –             | –               | –               | –                 | –                 |
| Czechy |              |              |                 |                 |                |                |               |               |               |                     |                     |                        |                        |               |               |                     |                     |                     |                  |                  |             |             |               |               |                 |                 |                   |                   |
| David Bartoš | –            | –            | –               | –               | –              | –              | –             | –             | –             | –                   | –                   | –                      | –                      | –             | –             | –                   | –                   | –                   | –                | –                | –           | –           | 55            | 58            | –               | –               | –                 | –                 |
| Martin Cikl | 24           | 36           | –               | –               | 31             | 64             | –             | –             | –             | –                   | –                   | –                      | –                      | –             | –             | –                   | –                   | –                   | –                | –                | –           | –           | –             | –             | –               | –               | –                 | –                 |
| Tomáš Friedrich | –            | –            | –               | –               | –              | –              | –             | –             | –             | –                   | –                   | –                      | –                      | 73            | 70            | –                   | –                   | –                   | 53               | 56               | –           | –           | 63            | 50            | –               | –               | –                 | –                 |
| Antonín Hájek | 15           | 8            | 22              | 6               | 19             | 22             | –             | –             | –             | 62                  | 55                  | –                      | –                      | –             | –             | –                   | –                   | –                   | –                | –                | 12          | –           | –             | –             | 5               | 5               | –                 | –                 |
| Jakub Janda | –            | –            | 5               | 7               | 9              | 9              | –             | –             | –             | –                   | –                   | –                      | –                      | –             | –             | –                   | –                   | –                   | –                | –                | –           | –           | –             | –             | –               | –               | –                 | –                 |
| Miloš Kadlec | –            | –            | –               | –               | –              | –              | –             | –             | –             | –                   | –                   | 72                     | 57                     | –             | –             | –                   | –                   | –                   | 47               | 35               | 59          | 48          | –             | –             | –               | –               | –                 | –                 |
| Čestmír Kožíšek | 14           | 7            | –               | –               | –              | –              | –             | –             | –             | 9                   | 3                   | –                      | –                      | –             | –             | –                   | –                   | –                   | –                | –                | –           | –           | 11            | 14            | dsq             | 44              | –                 | –                 |
| Jiří Mazoch | –            | –            | –               | –               | –              | –              | –             | –             | –             | 69                  | 58                  | 54                     | 17                     | –             | –             | –                   | –                   | –                   | –                | –                | 47          | 49          | 60            | 68            | –               | –               | –                 | –                 |
| David Ripper | –            | –            | –               | –               | –              | –              | –             | –             | –             | –                   | –                   | 68                     | 63                     | –             | –             | –                   | –                   | –                   | –                | –                | –           | –           | dsq           | 68            | –               | –               | –                 | –                 |
| Filip Sakala | –            | –            | –               | –               | –              | –              | –             | –             | –             | –                   | –                   | –                      | –                      | 74            | 67            | –                   | –                   | –                   | –                | –                | –           | –           | dns           | dns           | –               | –               | –                 | –                 |
| Borek Sedlák | –            | –            | 64              | 51              | –              | –              | –             | –             | –             | 38                  | 37                  | –                      | –                      | –             | –             | –                   | –                   | –                   | –                | –                | –           | 30          | 33            | 22            | 21              | 33              | –                 | –                 |
| Jan Souček | –            | –            | –               | –               | –              | –              | –             | –             | –             | –                   | –                   | –                      | –                      | –             | –             | –                   | –                   | –                   | 54               | 58               | –           | –           | 63            | 65            | –               | –               | –                 | –                 |
| Vojtěch Štursa | 35           | 39           | 43              | 44              | 23             | 39             | –             | –             | –             | –                   | –                   | –                      | –                      | 41            | 52            | –                   | –                   | –                   | –                | –                | 51          | 51          | 59            | 44            | 65              | 53              | –                 | –                 |
| Estonia |              |              |                 |                 |                |                |               |               |               |                     |                     |                        |                        |               |               |                     |                     |                     |                  |                  |             |             |               |               |                 |                 |                   |                   |
| Martti Nõmme | –            | –            | –               | –               | –              | –              | –             | –             | –             | 44                  | 40                  | –                      | –                      | –             | –             | –                   | –                   | –                   | –                | –                | –           | –           | –             | –             | 72              | 75              | –                 | –                 |
| Siim-Tanel Sammelselg | –            | –            | –               | –               | –              | –              | –             | –             | –             | 67                  | dsq                 | –                      | –                      | –             | –             | 44                  | 33                  | 35                  | –                | –                | –           | –           | –             | –             | 78              | 74              | –                 | –                 |
| Finlandia |              |              |                 |                 |                |                |               |               |               |                     |                     |                        |                        |               |               |                     |                     |                     |                  |                  |             |             |               |               |                 |                 |                   |                   |
| Antti Aalto | –            | –            | –               | –               | 72             | 52             | –             | –             | –             | –                   | –                   | –                      | –                      | –             | –             | –                   | –                   | –                   | –                | –                | –           | –           | 51            | 38            | 36              | 54              | –                 | –                 |
| Sami Heiskanen | –            | –            | –               | –               | –              | –              | –             | –             | –             | –                   | –                   | –                      | –                      | 14            | 14            | –                   | –                   | –                   | –                | –                | –           | –           | –             | –             | –               | –               | –                 | –                 |
| Kalle Keituri | –            | –            | 52              | dsq             | –              | –              | –             | –             | –             | –                   | –                   | –                      | –                      | –             | –             | –                   | –                   | –                   | –                | –                | –           | –           | –             | –             | –               | –               | –                 | –                 |
| Sebastian Klinga | –            | –            | –               | –               | –              | –              | –             | –             | –             | –                   | –                   | –                      | –                      | –             | –             | 40                  | 44                  | 34                  | –                | –                | 58          | 54          | –             | –             | –               | –               | –                 | –                 |
| Anssi Koivuranta | –            | –            | –               | –               | –              | –              | –             | –             | –             | –                   | –                   | –                      | –                      | 21            | 17            | –                   | –                   | –                   | –                | –                | –           | –           | –             | –             | –               | –               | –                 | –                 |
| Mika Kulmala | –            | –            | 42              | 54              | –              | –              | –             | –             | –             | –                   | –                   | –                      | –                      | –             | –             | –                   | –                   | –                   | –                | –                | –           | –           | –             | –             | –               | –               | –                 | –                 |
| Jere Kykkänen | –            | –            | –               | –               | –              | –              | –             | –             | –             | –                   | –                   | –                      | –                      | –             | –             | 24                  | 29                  | 39                  | –                | –                | 52          | dsq         | –             | –             | –               | –               | –                 | –                 |
| Jarkko Määttä | –            | –            | 41              | 56              | 63             | 43             | –             | –             | –             | –                   | –                   | –                      | –                      | –             | –             | –                   | –                   | –                   | –                | –                | –           | –           | 53            | 45            | 45              | 69              | –                 | –                 |
| Sami Niemi | –            | –            | –               | –               | –              | –              | –             | –             | –             | –                   | –                   | –                      | –                      | –             | –             | –                   | –                   | –                   | –                | –                | –           | –           | 44            | 27            | –               | –               | –                 | –                 |
| Juho Ojala | –            | –            | –               | –               | 67             | 64             | –             | –             | –             | –                   | –                   | –                      | –                      | –             | –             | –                   | –                   | –                   | –                | –                | –           | –           | –             | –             | 60              | 48              | –                 | –                 |
| Riku Tähkävuori | –            | –            | 62              | 48              | –              | –              | –             | –             | –             | –                   | –                   | –                      | –                      | –             | –             | –                   | –                   | –                   | –                | –                | –           | –           | –             | –             | –               | –               | –                 | –                 |
| Ossi-Pekka Valta | –            | –            | –               | –               | –              | –              | –             | –             | –             | –                   | –                   | –                      | –                      | 57            | 71            | –                   | –                   | –                   | –                | –                | –           | –           | 50            | 66            | –               | –               | –                 | –                 |
| Miika Ylipulli | –            | –            | –               | –               | 52             | 69             | –             | –             | –             | –                   | –                   | –                      | –                      | –             | –             | –                   | –                   | –                   | –                | –                | –           | –           | –             | –             | 51              | 36              | –                 | –                 |
| Francja |              |              |                 |                 |                |                |               |               |               |                     |                     |                        |                        |               |               |                     |                     |                     |                  |                  |             |             |               |               |                 |                 |                   |                   |
| Vincent Descombes Sevoie | –            | –            | 17              | 20              | 20             | 17             | –             | –             | –             | 15                  | 44                  | –                      | –                      | –             | –             | –                   | –                   | –                   | –                | –                | –           | –           | –             | –             | –               | –               | –                 | –                 |
| Sacha Gardet | –            | –            | –               | –               | –              | –              | –             | –             | –             | –                   | –                   | –                      | –                      | –             | –             | –                   | –                   | –                   | 50               | 60               | –           | –           | –             | –             | –               | –               | –                 | –                 |
| Ronan Lamy Chappuis | –            | –            | –               | –               | –              | –              | –             | –             | –             | –                   | –                   | –                      | –                      | –             | –             | –                   | –                   | –                   | 7                | 23               | –           | –           | –             | –             | –               | –               | –                 | –                 |
| Alexandre Mabboux | –            | –            | 20              | 39              | 38             | 26             | 34            | 23            | 22            | 33                  | 70                  | 51                     | 35                     | 78            | 54            | –                   | –                   | –                   | 49               | 54               | –           | –           | 49            | 52            | 77              | 62              | –                 | –                 |
| Nicolas Mayer | –            | –            | 71              | 71              | –              | –              | –             | –             | –             | 59                  | 65                  | 55                     | 71                     | 59            | 68            | –                   | –                   | –                   | 27               | 24               | –           | –           | –             | –             | –               | –               | –                 | –                 |
| Benjamin Raffort | –            | –            | –               | –               | –              | –              | –             | –             | –             | –                   | –                   | –                      | –                      | 61            | 78            | –                   | –                   | –                   | –                | –                | –           | –           | –             | –             | 55              | 43              | –                 | –                 |
| David Viry | –            | –            | 80              | 53              | 76             | 74             | 34            | 28            | 29            | 66                  | 39                  | 59                     | 72                     | 30            | 19            | –                   | –                   | –                   | –                | –                | –           | –           | 58            | 60            | 73              | 56              | –                 | –                 |
| Grecja |              |              |                 |                 |                |                |               |               |               |                     |                     |                        |                        |               |               |                     |                     |                     |                  |                  |             |             |               |               |                 |                 |                   |                   |
| Nikos Polichronidis | –            | –            | 65              | 63              | –              | –              | dns           | –             | –             | dsq                 | 32                  | 30                     | –                      | –             | –             | –                   | –                   | –                   | –                | –                | –           | –           | –             | –             | –               | –               | –                 | –                 |
| Holandia |              |              |                 |                 |                |                |               |               |               |                     |                     |                        |                        |               |               |                     |                     |                     |                  |                  |             |             |               |               |                 |                 |                   |                   |
| Lars Antonissen | –            | –            | 67              | 84              | 29             | 79             | –             | –             | –             | –                   | –                   | 75                     | 67                     | 69            | 79            | –                   | –                   | –                   | –                | –                | –           | –           | –             | –             | 76              | 79              | –                 | –                 |
| Rico de Jong | –            | –            | –               | –               | 82             | 82             | –             | –             | –             | –                   | –                   | –                      | –                      | 76            | 82            | 41                  | 48                  | 43                  | –                | –                | –           | –           | –             | –             | –               | –               | –                 | –                 |
| Ruben de Wit | –            | –            | 63              | 86              | 80             | 53             | –             | –             | –             | –                   | –                   | –                      | –                      | 41            | 80            | 37                  | 45                  | 36                  | –                | –                | –           | –           | –             | –             | 75              | 28              | –                 | –                 |
| Oldrik van der Aalst | –            | –            | 58              | 63              | 55             | 60             | –             | –             | –             | –                   | –                   | –                      | –                      | 71            | 32            | 36                  | 28                  | 42                  | –                | –                | –           | –           | –             | –             | 61              | 76              | –                 | –                 |
| Japonia |              |              |                 |                 |                |                |               |               |               |                     |                     |                        |                        |               |               |                     |                     |                     |                  |                  |             |             |               |               |                 |                 |                   |                   |
| Shūji Endō | –            | –            | –               | –               | –              | –              | 32            | 49            | –             | –                   | –                   | –                      | –                      | –             | –             | –                   | –                   | –                   | –                | –                | –           | –           | –             | –             | –               | –               | –                 | –                 |
| Yūmu Harada | –            | –            | –               | –               | –              | –              | 18            | 25            | 24            | –                   | –                   | –                      | –                      | –             | –             | –                   | –                   | –                   | –                | –                | –           | –           | –             | –             | –               | –               | –                 | –                 |
| Shōtarō Hosoda | –            | –            | –               | –               | –              | –              | 29            | 35            | –             | –                   | –                   | –                      | –                      | –             | –             | –                   | –                   | –                   | –                | –                | –           | –           | –             | –             | –               | –               | –                 | –                 |
| Takanobu Okabe | –            | –            | –               | –               | –              | –              | 13            | 5             | 2             | –                   | –                   | –                      | –                      | –             | –             | –                   | –                   | –                   | –                | –                | –           | –           | –             | –             | –               | –               | –                 | –                 |
| Yūhei Sasaki | –            | –            | –               | –               | –              | –              | 40            | 39            | 23            | –                   | –                   | –                      | –                      | –             | –             | –                   | –                   | –                   | –                | –                | –           | –           | –             | –             | –               | –               | –                 | –                 |
| Shō Suzuki | –            | –            | –               | –               | –              | –              | 8             | 21            | –             | –                   | –                   | –                      | –                      | –             | –             | –                   | –                   | –                   | –                | –                | –           | –           | –             | –             | –               | –               | –                 | –                 |
| Tarō Takayanagi | –            | –            | –               | –               | –              | –              | 21            | 32            | –             | –                   | –                   | –                      | –                      | –             | –             | –                   | –                   | –                   | –                | –                | –           | –           | –             | –             | –               | –               | –                 | –                 |
| Shōta Tanaka | –            | –            | –               | –               | –              | –              | 11            | 16            | –             | –                   | –                   | –                      | –                      | –             | –             | –                   | –                   | –                   | –                | –                | –           | –           | –             | –             | –               | –               | –                 | –                 |
| Hiroaki Watanabe | –            | –            | –               | –               | –              | –              | 12            | 12            | 6             | –                   | –                   | –                      | –                      | –             | –             | –                   | –                   | –                   | –                | –                | –           | –           | –             | –             | –               | –               | –                 | –                 |
| Fumihisa Yumoto | –            | –            | –               | –               | –              | –              | 7             | 29            | –             | –                   | –                   | –                      | –                      | –             | –             | –                   | –                   | –                   | –                | –                | –           | –           | –             | –             | –               | –               | –                 | –                 |
| Kanada |              |              |                 |                 |                |                |               |               |               |                     |                     |                        |                        |               |               |                     |                     |                     |                  |                  |             |             |               |               |                 |                 |                   |                   |
| Dusty Korek | –            | –            | –               | –               | –              | –              | 50            | 43            | 27            | –                   | –                   | –                      | –                      | –             | –             | 39                  | 31                  | dns                 | 55               | 47               | 54          | 47          | 42            | 61            | –               | –               | –                 | –                 |
| Joshua Maurer | –            | –            | –               | –               | –              | –              | –             | –             | –             | –                   | –                   | –                      | –                      | –             | –             | 48                  | 49                  | 44                  | –                | –                | –           | –           | –             | –             | –               | –               | –                 | –                 |
| Eric Mitchell | –            | –            | 36              | 62              | –              | –              | 47            | 42            | 31            | 61                  | 71                  | –                      | –                      | 47            | 41            | –                   | –                   | –                   | –                | –                | –           | –           | –             | –             | –               | –               | –                 | –                 |
| Matthew Rowley | –            | –            | –               | –               | –              | –              | 45            | 41            | 33            | –                   | –                   | –                      | –                      | –             | –             | 38                  | 41                  | 30                  | 32               | 58               | 60          | 55          | 70            | 53            | –               | –               | –                 | –                 |
| Kazachstan |              |              |                 |                 |                |                |               |               |               |                     |                     |                        |                        |               |               |                     |                     |                     |                  |                  |             |             |               |               |                 |                 |                   |                   |
| Iwan Karaułow | 49           | dsq          | –               | –               | –              | –              | –             | –             | –             | –                   | –                   | –                      | –                      | –             | –             | –                   | –                   | –                   | –                | –                | –           | –           | –             | –             | –               | –               | –                 | –                 |
| Aleksiej Korolow | 39           | 40           | dsq             | 60              | –              | –              | –             | –             | –             | 41                  | 61                  | –                      | –                      | –             | –             | –                   | –                   | –                   | dns              | dns              | –           | –           | –             | –             | –               | –               | –                 | –                 |
| Sabirżan Muminow | 33           | 37           | 87              | 87              | dns            | dns            | –             | –             | –             | 72                  | dns                 | 57                     | 62                     | –             | –             | –                   | –                   | –                   | 57               | 61               | –           | –           | –             | –             | –               | –               | dsq               | 32                |
| Konstantin Sokolenko | 45           | 50           | 84              | 76              | 74             | 81             | –             | –             | –             | 64                  | 54                  | 49                     | 54                     | 62            | 68            | –                   | –                   | –                   | 45               | 50               | –           | –           | –             | –             | –               | –               | 32                | 34                |
| Marat Żaparow | 56           | 49           | 76              | 75              | 46             | 69             | –             | –             | –             | 71                  | 68                  | 67                     | 59                     | dns           | dns           | –                   | –                   | –                   | dns              | dns              | –           | –           | –             | –             | –               | –               | 44                | 16                |
| Radik Żaparow | 44           | 48           | –               | –               | –              | –              | –             | –             | –             | –                   | –                   | 59                     | 66                     | –             | –             | –                   | –                   | –                   | –                | –                | –           | –           | –             | –             | –               | –               | –                 | –                 |
| Korea Południowa |              |              |                 |                 |                |                |               |               |               |                     |                     |                        |                        |               |               |                     |                     |                     |                  |                  |             |             |               |               |                 |                 |                   |                   |
| Choi Heung-chul | –            | –            | 35              | 43              | –              | –              | 14            | 33            | 31            | –                   | –                   | –                      | –                      | –             | –             | –                   | –                   | –                   | –                | 46               | 48          | 46          | 17            | 51            | –               | –               | –                 | –                 |
| Choi Seou | –            | –            | 34              | 61              | –              | –              | 3             | 46            | 37            | –                   | –                   | –                      | –                      | –             | –             | –                   | –                   | –                   | 33               | 48               | –           | –           | 39            | 61            | 67              | 80              | –                 | –                 |
| Kang Chil-ku | –            | –            | 45              | 50              | 26             | 42             | 27            | 15            | 34            | –                   | –                   | –                      | –                      | –             | –             | –                   | –                   | –                   | –                | 40               | 22          | dsq         | dsq           | 24            | –               | –               | –                 | –                 |
| Kim Hyun-ki | –            | –            | 53              | 55              | 73             | 57             | 40            | 38            | 39            | –                   | –                   | –                      | –                      | –             | –             | –                   | –                   | –                   | 44               | 36               | 50          | 37          | 55            | 42            | 71              | 71              | –                 | –                 |
| Niemcy |              |              |                 |                 |                |                |               |               |               |                     |                     |                        |                        |               |               |                     |                     |                     |                  |                  |             |             |               |               |                 |                 |                   |                   |
| Daniel Althaus | –            | –            | –               | –               | –              | –              | –             | –             | –             | –                   | –                   | 11                     | 9                      | 66            | 23            | –                   | –                   | –                   | –                | –                | 39          | 37          | –             | –             | –               | –               | –                 | –                 |
| Pascal Bodmer | –            | –            | –               | –               | –              | –              | –             | –             | –             | –                   | –                   | 65                     | 44                     | –             | –             | –                   | –                   | –                   | –                | –                | –           | –           | –             | –             | –               | –               | –                 | –                 |
| Tobias Bogner | 6            | 11           | –               | –               | 44             | 68             | –             | –             | –             | 11                  | 26                  | 48                     | 74                     | –             | –             | –                   | –                   | –                   | –                | –                | –           | –           | –             | –             | –               | –               | –                 | –                 |
| Sebastian Bradatsch | –            | –            | –               | –               | –              | –              | –             | –             | –             | –                   | –                   | 71                     | 55                     | –             | –             | –                   | –                   | –                   | –                | –                | –           | –           | –             | –             | –               | –               | –                 | –                 |
| Felix Brodauf | –            | –            | –               | –               | –              | –              | –             | –             | –             | –                   | –                   | –                      | 50                     | –             | –             | –                   | –                   | –                   | –                | –                | –           | –           | –             | –             | –               | –               | –                 | –                 |
| Michael Dreher | –            | –            | –               | –               | –              | –              | –             | –             | –             | –                   | –                   | –                      | –                      | 52            | 34            | –                   | –                   | –                   | –                | –                | –           | –           | –             | –             | 25              | 58              | –                 | –                 |
| Markus Eisenbichler | –            | –            | –               | –               | –              | –              | –             | –             | –             | 19                  | dsq                 | 12                     | 14                     | 66            | 49            | –                   | –                   | –                   | –                | –                | –           | –           | 30            | 15            | –               | –               | –                 | –                 |
| Karl Geiger | –            | –            | –               | –               | –              | –              | –             | –             | –             | –                   | –                   | –                      | –                      | –             | –             | –                   | –                   | –                   | –                | –                | 42          | 4           | 25            | 6             | –               | –               | –                 | –                 |
| Christian Heim | –            | –            | 56              | 29              | –              | –              | 8             | 13            | 18            | –                   | –                   | –                      | –                      | 49            | 53            | 3                   | 16                  | 32                  | 41               | 37               | –           | –           | –             | –             | 50              | 65              | –                 | –                 |
| Kevin Horlacher | –            | –            | –               | –               | –              | –              | –             | –             | –             | 49                  | 56                  | 25                     | 41                     | –             | –             | –                   | –                   | –                   | –                | –                | –           | –           | –             | –             | –               | –               | –                 | –                 |
| Florian Horst | –            | –            | –               | –               | –              | –              | –             | –             | –             | –                   | –                   | 70                     | 69                     | –             | –             | –                   | –                   | –                   | –                | –                | –           | –           | –             | –             | –               | –               | –                 | –                 |
| Marinus Kraus | 25           | 27           | 47              | 19              | 3              | 49             | 17            | 20            | 20            | 3                   | 6                   | –                      | –                      | –             | –             | 25                  | 6                   | 13                  | –                | –                | –           | –           | 1             | 1             | 3               | 3               | 8                 | 42                |
| Stephan Leyhe | 19           | 21           | 15              | 24              | 48             | 27             | 16            | 34            | 12            | 34                  | 4                   | 32                     | 31                     | 35            | 31            | 22                  | 26                  | 21                  | –                | –                | –           | –           | 11            | 19            | 11              | 34              | –                 | –                 |
| Tobias Löffler | –            | –            | 27              | 32              | –              | –              | –             | –             | –             | –                   | –                   | –                      | –                      | –             | –             | –                   | –                   | –                   | –                | –                | –           | –           | –             | –             | –               | –               | –                 | –                 |
| Tobias Lugert | –            | –            | –               | –               | –              | –              | –             | –             | –             | –                   | –                   | 61                     | –                      | –             | –             | –                   | –                   | –                   | 21               | 27               | 23          | 26          | –             | –             | –               | –               | –                 | –                 |
| Dominik Mayländer | –            | –            | –               | –               | –              | –              | –             | –             | –             | –                   | –                   | 16                     | 4                      | 20            | 7             | –                   | –                   | –                   | dsq              | 25               | –           | –           | –             | –             | –               | –               | –                 | –                 |
| Jan Mayländer | 34           | 42           | –               | –               | –              | –              | 36            | 19            | 4             | 8                   | 13                  | 6                      | 35                     | 11            | 10            | 6                   | 15                  | 7                   | 8                | 14               | 42          | 40          | –             | –             | 35              | 11              | 31                | 9                 |
| Maximilian Mechler | 30           | 6            | –               | –               | 2              | dns            | –             | –             | –             | –                   | –                   | –                      | –                      | –             | –             | –                   | –                   | –                   | –                | –                | –           | –           | –             | –             | 1               | 14              | 45                | 19                |
| Florian Menz | –            | –            | –               | –               | –              | –              | –             | –             | –             | –                   | –                   | 51                     | 17                     | –             | –             | –                   | –                   | –                   | 15               | 32               | 20          | 16          | 29            | 56            | –               | –               | –                 | –                 |
| Pius Paschke | 16           | 24           | 46              | 36              | 45             | 37             | –             | –             | –             | 39                  | 41                  | 22                     | 7                      | 29            | 44            | 31                  | 12                  | 25                  | 40               | 26               | –           | –           | 26            | 4             | 4               | 20              | 6                 | 45                |
| Danny Queck | –            | –            | –               | –               | 61             | 2              | –             | –             | –             | –                   | –                   | –                      | –                      | –             | –             | –                   | –                   | –                   | 1                | 5                | 1           | 5           | 20            | 24            | –               | –               | –                 | –                 |
| Martin Schmitt | 26           | 31           | 6               | 1               | –              | –              | –             | –             | –             | –                   | –                   | –                      | –                      | –             | –             | –                   | –                   | –                   | –                | –                | –           | –           | –             | –             | –               | –               | –                 | –                 |
| Felix Schoft | –            | –            | 30              | 3               | 35             | 4              | 1             | 3             | 7             | 13                  | 8                   | 32                     | 21                     | –             | –             | 4                   | 19                  | 3                   | –                | –                | 16          | 31          | 18            | 64            | 40              | 19              | –                 | –                 |
| Daniel Wenig | 12           | 17           | 9               | 33              | 1              | 50             | 24            | 30            | 26            | –                   | –                   | 64                     | 68                     | –             | –             | –                   | –                   | –                   | –                | –                | –           | –           | –             | –             | –               | –               | 12                | 15                |
| David Winkler | –            | –            | –               | –               | –              | –              | –             | –             | –             | –                   | –                   | 13                     | 33                     | –             | –             | –                   | –                   | –                   | 9                | 6                | 38          | 18          | –             | –             | –               | –               | 22                | 27                |
| Norwegia |              |              |                 |                 |                |                |               |               |               |                     |                     |                        |                        |               |               |                     |                     |                     |                  |                  |             |             |               |               |                 |                 |                   |                   |
| Mats Søhagen Berggaard | –            | –            | 4               | 9               | 24             | 46             | –             | –             | –             | –                   | –                   | –                      | –                      | 55            | 27            | –                   | –                   | –                   | 30               | 39               | –           | –           | –             | –             | 22              | 31              | –                 | –                 |
| Fredrik Bjerkeengen | 13           | 23           | 8               | 18              | 4              | 19             | –             | –             | –             | 16                  | 15                  | 1                      | 6                      | –             | –             | 1                   | 42                  | 6                   | –                | –                | 34          | 13          | 10            | 2             | 13              | 8               | 10                | 25                |
| Johan Martin Brandt | –            | –            | –               | –               | –              | –              | –             | –             | –             | 50                  | 51                  | 14                     | 24                     | 33            | 36            | –                   | –                   | –                   | 24               | 38               | –           | –           | –             | –             | 49              | 10              | –                 | –                 |
| Kim René Elverum Sorsell | 18           | 16           | 11              | 12              | 8              | 3              | 25            | 8             | 1             | –                   | –                   | 38                     | 2                      | –             | –             | –                   | –                   | –                   | –                | –                | 4           | 20          | 2             | 12            | 7               | 4               | –                 | –                 |
| Johann André Forfang | –            | –            | 70              | 34              | 54             | 19             | –             | –             | –             | –                   | –                   | –                      | –                      | –             | –             | –                   | –                   | –                   | –                | –                | –           | –           | –             | –             | 14              | 1               | –                 | –                 |
| Jan Fuhre | –            | –            | –               | –               | –              | –              | –             | –             | –             | –                   | –                   | –                      | –                      | –             | –             | –                   | –                   | –                   | –                | –                | –           | –           | –             | –             | 39              | 45              | –                 | –                 |
| Kenneth Gangnes | –            | –            | –               | –               | –              | –              | –             | –             | –             | –                   | –                   | dns                    | dns                    | –             | –             | –                   | –                   | –                   | –                | –                | –           | –           | –             | –             | –               | –               | –                 | –                 |
| Simen Key Grimsrud | 22           | 26           | 33              | 40              | –              | –              | –             | –             | –             | –                   | –                   | –                      | –                      | –             | –             | –                   | –                   | –                   | –                | –                | –           | –           | –             | –             | 40              | 59              | –                 | –                 |
| Espen Enger Halvorsen | 11           | 13           | 25              | 45              | 13             | 36             | –             | –             | –             | –                   | –                   | –                      | –                      | –             | –             | –                   | –                   | –                   | –                | –                | 23          | 45          | –             | –             | 15              | 51              | –                 | –                 |
| Joachim Hauer | –            | –            | –               | –               | dsq            | 32             | –             | –             | –             | 29                  | 46                  | 41                     | 60                     | –             | –             | –                   | –                   | –                   | –                | –                | –           | –           | –             | –             | –               | –               | –                 | –                 |
| Ole Marius Ingvaldsen | 5            | 5            | 7               | 31              | 16             | 14             | 10            | 2             | 5             | –                   | –                   | 4                      | 37                     | –             | –             | 8                   | 17                  | 11                  | 51               | 3                | 21          | 11          | –             | –             | –               | –               | –                 | –                 |
| Robert Johansson | –            | –            | –               | –               | –              | –              | –             | –             | –             | –                   | –                   | –                      | –                      | 26            | 21            | 16                  | 10                  | 10                  | 17               | 44               | 25          | 12          | 37            | 36            | 23              | 21              | –                 | –                 |
| Espen Røe | –            | –            | –               | –               | –              | –              | –             | –             | –             | 53                  | 59                  | –                      | –                      | –             | –             | –                   | –                   | –                   | –                | –                | –           | –           | –             | –             | 27              | 66              | –                 | –                 |
| Atle Pedersen Rønsen | 27           | 20           | 14              | 10              | 7              | 10             | 18            | 14            | 15            | –                   | –                   | 10                     | 5                      | 6             | 4             | 28                  | 20                  | 15                  | 12               | 2                | 5           | 1           | 6             | 30            | –               | –               | –                 | –                 |
| Vegard Haukø Sklett | 47           | dsq          | –               | –               | –              | –              | –             | –             | –             | –                   | –                   | –                      | –                      | 38            | 29            | –                   | –                   | –                   | 6                | 45               | 40          | 52          | –             | –             | 27              | 17              | –                 | –                 |
| Jonas Gropen Søgård | –            | –            | –               | –               | –              | –              | –             | –             | –             | –                   | –                   | –                      | –                      | –             | –             | –                   | –                   | –                   | –                | –                | –           | –           | –             | –             | 69              | 72              | –                 | –                 |
| Sigurd Nymoen Søberg | –            | –            | –               | –               | –              | –              | –             | –             | –             | –                   | –                   | –                      | –                      | –             | –             | –                   | –                   | –                   | –                | –                | –           | –           | –             | –             | 52              | 27              | –                 | –                 |
| Vegard Swensen | 4            | 4            | –               | –               | –              | –              | –             | –             | –             | 22                  | 10                  | 5                      | 11                     | 9             | 3             | 14                  | 11                  | 20                  | 9                | 19               | 14          | 43          | 24            | 34            | 29              | 55              | 23                | 39                |
| Daniel-André Tande | –            | –            | –               | –               | –              | –              | –             | –             | –             | –                   | –                   | –                      | –                      | –             | –             | –                   | –                   | –                   | –                | –                | –           | –           | –             | –             | 32              | 26              | –                 | –                 |
| Polska |              |              |                 |                 |                |                |               |               |               |                     |                     |                        |                        |               |               |                     |                     |                     |                  |                  |             |             |               |               |                 |                 |                   |                   |
| Marcin Bachleda | –            | –            | –               | –               | 11             | 54             | –             | –             | –             | –                   | –                   | –                      | –                      | –             | –             | –                   | –                   | –                   | –                | –                | –           | –           | –             | –             | –               | –               | –                 | –                 |
| Krzysztof Biegun | –            | –            | –               | –               | dsq            | 19             | –             | –             | –             | –                   | –                   | –                      | –                      | –             | –             | 20                  | 7                   | 17                  | –                | –                | 3           | 10          | 5             | 59            | 6               | 12              | 9                 | 9                 |
| Stanisław Biela | 46           | 28           | –               | –               | 64             | dsq            | 48            | 36            | 30            | 58                  | 49                  | –                      | –                      | –             | –             | 34                  | 37                  | 37                  | –                | –                | –           | –           | –             | –             | 20              | 38              | 30                | 43                |
| Tomasz Byrt | –            | –            | –               | –               | dsq            | dsq            | –             | –             | –             | –                   | –                   | –                      | –                      | –             | –             | –                   | –                   | –                   | –                | –                | –           | –           | –             | –             | –               | –               | –                 | –                 |
| Stefan Hula | 41           | 34           | 18              | 2               | –              | –              | –             | –             | –             | 10                  | 23                  | 8                      | 34                     | 2             | 1             | –                   | –                   | –                   | –                | –                | –           | –           | –             | –             | –               | –               | –                 | –                 |
| Bartłomiej Kłusek | –            | –            | –               | –               | 61             | 11             | –             | –             | –             | –                   | –                   | –                      | –                      | –             | –             | 13                  | 18                  | 12                  | –                | –                | 18          | 34          | 22            | 57            | 55              | 68              | 18                | 6                 |
| Jakub Kot | –            | –            | 82              | dsq             | 53             | 38             | 30            | 27            | 41            | 52                  | 24                  | 46                     | 64                     | 59            | 25            | –                   | –                   | –                   | 37               | 51               | –           | –           | –             | –             | 62              | 52              | –                 | –                 |
| Grzegorz Miętus | –            | –            | –               | –               | 50             | 40             | –             | –             | –             | –                   | –                   | –                      | –                      | –             | –             | 17                  | 38                  | 38                  | 41               | 30               | 9           | 23          | –             | –             | dsq             | 25              | 23                | 11                |
| Klemens Murańka | 2            | 2            | –               | –               | 6              | 5              | –             | –             | –             | –                   | –                   | –                      | –                      | –             | –             | 21                  | 14                  | 5                   | –                | –                | –           | –           | 15            | 18            | 62              | 61              | 32                | 28                |
| Łukasz Rutkowski | –            | –            | 19              | 16              | 18             | 15             | –             | –             | –             | 46                  | 33                  | 62                     | 30                     | 17            | 22            | –                   | –                   | –                   | 17               | 9                | 34          | 15          | 4             | 28            | –               | –               | –                 | –                 |
| Rafał Śliż | –            | –            | –               | –               | 58             | 75             | –             | –             | –             | –                   | –                   | dsq                    | 13                     | 28            | 48            | –                   | –                   | –                   | –                | –                | –           | –           | –             | –             | –               | –               | –                 | –                 |
| Andrzej Zapotoczny | –            | –            | 54              | 67              | 51             | 45             | 20            | 11            | 19            | 26                  | 62                  | 41                     | 48                     | 63            | 56            | –                   | –                   | –                   | dsq              | 28               | –           | –           | –             | –             | –               | –               | –                 | –                 |
| Jan Ziobro | 31           | 33           | 3               | 42              | 31             | 7              | –             | –             | –             | 7                   | 5                   | 26                     | 26                     | 10            | 20            | –                   | –                   | –                   | –                | –                | 6           | 3           | 13            | 8             | 2               | 40              | 3                 | 8                 |
| Aleksander Zniszczoł | 8            | dsq          | –               | –               | 14             | 30             | –             | –             | –             | –                   | –                   | –                      | –                      | –             | –             | 7                   | 27                  | 27                  | –                | –                | 56          | 24          | 23            | 9             | 48              | 50              | 37                | 26                |
| Rosja |              |              |                 |                 |                |                |               |               |               |                     |                     |                        |                        |               |               |                     |                     |                     |                  |                  |             |             |               |               |                 |                 |                   |                   |
| Władisław Bojarincew | –            | –            | –               | –               | –              | –              | –             | –             | –             | –                   | –                   | –                      | –                      | –             | –             | –                   | –                   | –                   | dsq              | 13               | 28          | dsq         | –             | 47            | 46              | 24              | 35                | 31                |
| Aleksiej Bujwołow | –            | –            | –               | –               | –              | –              | –             | –             | –             | –                   | –                   | 40                     | 43                     | 27            | 28            | –                   | –                   | –                   | –                | –                | 33          | –           | 47            | –             | –               | –               | 40                | –                 |
| Ilmir Chazietdinow | –            | –            | 16              | 40              | 12             | 18             | –             | –             | –             | 18                  | 47                  | –                      | –                      | –             | –             | –                   | –                   | –                   | 5                | 10               | 32          | 36          | 27            | 12            | –               | –               | 4                 | 3                 |
| Gieorgij Czerwiakow | –            | –            | –               | –               | –              | –              | –             | –             | –             | –                   | –                   | –                      | –                      | –             | –             | –                   | –                   | –                   | –                | –                | –           | –           | –             | –             | –               | –               | –                 | 38                |
| Dmitrij Ipatow | –            | –            | 31              | 72              | –              | 13             | –             | –             | –             | 48                  | 19                  | –                      | –                      | –             | –             | –                   | –                   | –                   | 48               | 52               | 29          | 42          | 35            | 46            | –               | –               | 28                | 18                |
| Anton Kaliniczenko | –            | –            | –               | –               | –              | –              | –             | –             | –             | dsq                 | 35                  | –                      | –                      | –             | –             | –                   | –                   | –                   | 28               | 32               | –           | 44          | 28            | 24            | –               | –               | 26                | 17                |
| Siergiej Kulikow | dsq          | 45           | –               | –               | –              | –              | –             | –             | –             | –                   | –                   | –                      | –                      | –             | –             | –                   | –                   | –                   | –                | –                | –           | –           | –             | –             | –               | –               | –                 | –                 |
| Grigorij Leontjew | 58           | 55           | –               | –               | –              | –              | –             | –             | –             | –                   | –                   | –                      | –                      | –             | –             | –                   | –                   | –                   | –                | –                | –           | –           | –             | –             | –               | –               | –                 | –                 |
| Iwan Łanin | –            | –            | –               | –               | –              | –              | –             | –             | –             | –                   | –                   | 74                     | 73                     | 75            | 77            | –                   | –                   | –                   | –                | –                | –           | –           | –             | –             | –               | –               | –                 | –                 |
| Michaił Maksimoczkin | –            | –            | 57              | –               | 69             | –              | –             | –             | –             | –                   | –                   | –                      | –                      | –             | –             | –                   | –                   | –                   | –                | –                | –           | –           | –             | –             | 70              | 6               | 35                | 28                |
| Andriej Paczin | –            | –            | –               | –               | –              | –              | –             | –             | –             | –                   | –                   | –                      | –                      | –             | –             | –                   | –                   | –                   | –                | –                | –           | –           | –             | –             | 54              | 35              | –                 | –                 |
| Konstantin Rieszetnikow | –            | –            | –               | –               | –              | –              | –             | –             | –             | –                   | –                   | –                      | –                      | –             | –             | –                   | –                   | –                   | –                | –                | –           | –           | –             | –             | –               | –               | 47                | 48                |
| Aleksandr Sardyko | –            | –            | 66              | 47              | 57             | 40             | –             | –             | –             | 34                  | 11                  | –                      | –                      | –             | –             | –                   | –                   | –                   | –                | –                | –           | –           | –             | –             | –               | –               | 2                 | 5                 |
| Siergiej Szułajew | –            | –            | –               | –               | –              | –              | –             | –             | –             | –                   | –                   | –                      | –                      | –             | –             | –                   | –                   | –                   | –                | –                | –           | –           | –             | –             | –               | –               | 40                | 23                |
| Aleksandr Szuwałow | –            | –            | –               | –               | –              | –              | –             | –             | –             | –                   | –                   | 36                     | 49                     | 32            | 43            | –                   | –                   | –                   | –                | –                | –           | –           | –             | –             | –               | –               | 29                | 14                |
| Roman Trofimow | –            | –            | –               | 59              | 66             | 60             | –             | –             | –             | –                   | –                   | 44                     | 50                     | dsq           | 40            | –                   | –                   | –                   | –                | –                | –           | –           | –             | –             | 31              | 41              | 27                | 32                |
| Artiom Utiew | 59           | 58           | –               | –               | –              | –              | –             | –             | –             | –                   | –                   | –                      | –                      | –             | –             | –                   | –                   | –                   | –                | –                | –           | –           | –             | –             | –               | –               | –                 | –                 |
| Dienis Wiesiełow | 51           | 47           | –               | –               | –              | –              | 49            | 44            | 38            | –                   | –                   | –                      | –                      | –             | –             | –                   | –                   | –                   | –                | –                | –           | –           | –             | –             | –               | –               | 38                | 36                |
| Rumunia |              |              |                 |                 |                |                |               |               |               |                     |                     |                        |                        |               |               |                     |                     |                     |                  |                  |             |             |               |               |                 |                 |                   |                   |
| Iulian Pîtea | 43           | 44           | –               | –               | –              | –              | –             | –             | –             | –                   | –                   | –                      | –                      | –             | –             | –                   | –                   | –                   | –                | –                | –           | –           | 60            | 54            | –               | –               | 43                | 43                |
| Valentin Tatu | 52           | 55           | –               | –               | –              | –              | –             | –             | –             | –                   | –                   | –                      | –                      | –             | –             | –                   | –                   | –                   | –                | –                | –           | –           | 65            | 54            | –               | –               | 42                | 34                |
| Eduard Torok | 50           | 41           | –               | –               | –              | –              | –             | –             | –             | –                   | –                   | –                      | –                      | –             | –             | –                   | –                   | –                   | –                | –                | –           | –           | 69            | 67            | –               | –               | –                 | –                 |
| Remus Tudor | –            | –            | 85              | dns             | –              | –              | –             | –             | –             | –                   | –                   | –                      | –                      | 58            | 74            | –                   | –                   | –                   | –                | –                | –           | –           | 67            | 70            | –               | –               | –                 | –                 |
| Słowacja |              |              |                 |                 |                |                |               |               |               |                     |                     |                        |                        |               |               |                     |                     |                     |                  |                  |             |             |               |               |                 |                 |                   |                   |
| Patrik Lichý | –            | –            | –               | –               | 71             | 76             | –             | –             | –             | –                   | –                   | –                      | –                      | 72            | 76            | –                   | –                   | –                   | –                | –                | –           | –           | –             | –             | –               | –               | –                 | –                 |
| Tomáš Zmoray | –            | –            | –               | –               | 77             | 66             | –             | –             | –             | –                   | –                   | –                      | –                      | dsq           | 65            | –                   | –                   | –                   | –                | –                | –           | –           | –             | –             | –               | –               | –                 | –                 |
| Słowenia |              |              |                 |                 |                |                |               |               |               |                     |                     |                        |                        |               |               |                     |                     |                     |                  |                  |             |             |               |               |                 |                 |                   |                   |
| Gašper Bartol | –            | –            | –               | –               | –              | –              | dsq           | 24            | 13            | 31                  | 30                  | 53                     | 27                     | 22            | 37            | –                   | –                   | –                   | –                | –                | –           | –           | –             | –             | –               | –               | 15                | dsq               |
| Matic Benedik | –            | –            | 24              | 12              | 65             | 6              | –             | –             | –             | –                   | –                   | –                      | –                      | 4             | 6             | 2                   | 2                   | 3                   | 2                | 8                | 2           | 2           | –             | –             | –               | –               | –                 | –                 |
| Nejc Dežman | 32           | 14           | 13              | 15              | dsq            | 24             | 6             | 10            | 9             | –                   | –                   | –                      | –                      | 12            | 13            | 15                  | 23                  | 8                   | 23               | 11               | 8           | 8           | 32            | 17            | 16              | 59              | –                 | –                 |
| Dejan Judež | dns          | –            | –               | –               | –              | –              | –             | –             | –             | –                   | –                   | –                      | –                      | –             | –             | –                   | –                   | –                   | –                | –                | –           | –           | –             | –             | –               | –               | –                 | –                 |
| Rok Justin | –            | –            | –               | –               | 38             | 56             | 40            | dsq           | 44            | 36                  | 22                  | 19                     | 2                      | 43            | 64            | 27                  | 30                  | 26                  | 14               | 16               | 46          | 31          | 6             | 19            | 10              | 32              | 1                 | 1                 |
| Jaka Kosec | –            | –            | –               | –               | –              | –              | –             | –             | –             | –                   | 42                  | 37                     | 29                     | 46            | 11            | –                   | –                   | –                   | 20               | 31               | –           | –           | –             | –             | –               | –               | –                 | –                 |
| Matic Kramaršič | 7            | 19           | 12              | 21              | 10             | 35             | 23            | 31            | 25            | 46                  | 17                  | 21                     | 15                     | 5             | 15            | 42                  | 24                  | 18                  | 34               | 17               | 30          | 7           | 3             | 2             | 18              | 73              | –                 | –                 |
| Anže Lanišek | –            | –            | –               | –               | –              | –              | –             | –             | –             | 4                   | 29                  | 31                     | 25                     | 23            | 60            | –                   | –                   | –                   | –                | –                | –           | –           | 35            | dsq           | –               | –               | –                 | –                 |
| Žiga Mandl | –            | –            | 36              | 25              | 17             | 23             | 28            | 17            | 11            | 68                  | –                   | 7                      | 10                     | 16            | 26            | 23                  | 21                  | 14                  | 16               | 32               | 10          | dsq         | 13            | 7             | 30              | 17              | –                 | –                 |
| Gašper Martinčič | –            | –            | –               | –               | –              | –              | –             | –             | –             | –                   | –                   | –                      | –                      | 44            | 47            | –                   | –                   | –                   | –                | –                | –           | –           | –             | –             | –               | –               | –                 | –                 |
| Tomaž Naglič | 17           | 10           | –               | –               | –              | –              | –             | –             | –             | –                   | –                   | –                      | –                      | 39            | 50            | 19                  | 25                  | 33                  | –                | –                | –           | –           | 41            | 31            | 43              | 46              | 17                | 22                |
| Primož Pikl | 21           | 35           | –               | –               | –              | –              | –             | –             | –             | –                   | –                   | –                      | –                      | –             | –             | –                   | –                   | –                   | –                | –                | –           | –           | –             | –             | –               | –               | 20                | 20                |
| Andraž Pograjc | 10           | 15           | 32              | 27              | 21             | 8              | 22            | 6             | 16            | 43                  | 18                  | 9                      | 7                      | 8             | 16            | 10                  | 4                   | 2                   | 4                | 1                | dns         | dns         | –             | –             | –               | –               | –                 | –                 |
| Cene Prevc | –            | –            | 10              | 8               | –              | –              | –             | –             | –             | –                   | –                   | –                      | –                      | 36            | 38            | –                   | –                   | –                   | –                | –                | –           | –           | –             | –             | 12              | 13              | 19                | 12                |
| Ernest Prišlič | –            | –            | –               | –               | –              | –              | 36            | 9             | 41            | 32                  | 48                  | –                      | –                      | 24            | 42            | –                   | –                   | –                   | –                | –                | –           | –           | –             | –             | –               | –               | 12                | 46                |
| Jaka Rus | –            | –            | –               | –               | –              | –              | –             | –             | –             | –                   | –                   | –                      | –                      | dsq           | 63            | –                   | –                   | –                   | –                | –                | –           | –           | –             | –             | –               | –               | –                 | –                 |
| Anže Semenič | –            | –            | 50              | 38              | 4              | 1              | –             | –             | –             | –                   | –                   | –                      | –                      | 3             | 5             | 30                  | 1                   | 1                   | 3                | 4                | 27          | 33          | 66            | 9             | 8               | 7               | –                 | –                 |
| Rok Urbanc | 19           | 32           | –               | –               | –              | –              | –             | –             | –             | –                   | –                   | –                      | –                      | –             | –             | –                   | –                   | –                   | –                | –                | –           | –           | –             | –             | –               | –               | –                 | –                 |
| Rok Zima | –            | –            | –               | –               | –              | –              | –             | –             | –             | –                   | –                   | –                      | –                      | 45            | 55            | –                   | –                   | –                   | –                | –                | –           | –           | –             | –             | –               | –               | –                 | –                 |
| Miran Zupančič | –            | –            | dsq             | 26              | 28             | 32             | 5             | 4             | 3             | 44                  | 14                  | 15                     | 22                     | –             | –             | –                   | –                   | –                   | –                | –                | 37          | 18          | 16            | 21            | 24              | 9               | –                 | –                 |
| Stany Zjednoczone |              |              |                 |                 |                |                |               |               |               |                     |                     |                        |                        |               |               |                     |                     |                     |                  |                  |             |             |               |               |                 |                 |                   |                   |
| Nicholas Alexander | –            | –            | dsq             | 66              | 42             | 58             | –             | –             | –             | 28                  | 27                  | 3                      | dns                    | –             | –             | –                   | –                   | –                   | –                | –                | 11          | 21          | 31            | 31            | 33              | 57              | –                 | –                 |
| Kevin Bickner | –            | –            | –               | –               | –              | –              | –             | –             | –             | –                   | –                   | –                      | –                      | –             | –             | dsq                 | 47                  | –                   | –                | –                | –           | –           | –             | –             | –               | –               | –                 | –                 |
| Nicholas Fairall | –            | –            | –               | –               | –              | –              | 39            | 47            | 17            | 55                  | 34                  | 50                     | 28                     | 48            | 30            | 29                  | 36                  | 28                  | –                | –                | 49          | 56          | 48            | 42            | 66              | 36              | –                 | –                 |
| Peter Frenette | –            | –            | 59              | 11              | –              | –              | –             | –             | –             | –                   | –                   | –                      | –                      | –             | –             | –                   | –                   | –                   | –                | –                | –           | –           | –             | –             | –               | –               | –                 | –                 |
| Christian Friberg | –            | –            | –               | –               | –              | –              | –             | –             | –             | –                   | –                   | –                      | –                      | –             | –             | 43                  | 43                  | –                   | –                | –                | –           | –           | –             | –             | –               | –               | –                 | –                 |
| Michael Glasder | –            | –            | –               | –               | 36             | 73             | 45            | 48            | 36            | 65                  | 52                  | 38                     | 46                     | –             | –             | 35                  | 32                  | 31                  | –                | –                | 55          | 53          | 53            | 36            | 38              | 23              | –                 | –                 |
| Alexander Haupt | –            | –            | –               | –               | –              | –              | –             | –             | –             | –                   | –                   | –                      | –                      | –             | –             | 46                  | 46                  | –                   | –                | –                | –           | –           | –             | –             | –               | –               | –                 | –                 |
| Anders Johnson | –            | –            | 21              | 17              | –              | –              | –             | –             | –             | –                   | –                   | –                      | –                      | –             | –             | –                   | –                   | –                   | –                | –                | –           | –           | –             | –             | –               | –               | –                 | –                 |
| Christopher Lamb | –            | –            | 73              | 69              | 60             | 43             | 31            | 49            | 41            | –                   | –                   | 24                     | 38                     | 49            | 51            | 32                  | 40                  | 29                  | –                | –                | 41          | 35          | 44            | 40            | 58              | 30              | –                 | –                 |
| Nicholas Mattoon | –            | –            | –               | –               | –              | –              | –             | –             | –             | –                   | –                   | –                      | –                      | –             | –             | 47                  | 39                  | 41                  | –                | –                | –           | –           | –             | –             | –               | –               | –                 | –                 |
| Brian Wallace | –            | –            | –               | –               | dsq            | 80             | –             | –             | –             | 56                  | 35                  | –                      | –                      | –             | –             | 45                  | 50                  | –                   | –                | –                | –           | –           | –             | –             | –               | –               | –                 | –                 |
| Szwajcaria |              |              |                 |                 |                |                |               |               |               |                     |                     |                        |                        |               |               |                     |                     |                     |                  |                  |             |             |               |               |                 |                 |                   |                   |
| Olivier Anken | –            | –            | 68              | 82              | –              | –              | –             | –             | –             | –                   | –                   | –                      | –                      | –             | –             | –                   | –                   | –                   | –                | –                | –           | –           | –             | –             | –               | –               | –                 | –                 |
| Guillaume Berney | –            | –            | 83              | –               | –              | –              | –             | –             | –             | –                   | –                   | –                      | –                      | –             | –             | –                   | –                   | –                   | –                | –                | –           | –           | –             | –             | –               | –               | –                 | –                 |
| Gregor Deschwanden | –            | –            | 23              | 23              | –              | –              | 4             | 1             | 45            | –                   | –                   | –                      | –                      | –             | –             | –                   | –                   | –                   | –                | –                | –           | –           | –             | –             | –               | –               | –                 | –                 |
| Luca Egloff | –            | –            | 51              | 74              | –              | –              | –             | –             | –             | –                   | –                   | –                      | –                      | –             | –             | –                   | –                   | –                   | –                | –                | –           | –           | –             | –             | –               | –               | –                 | –                 |
| Pascal Egloff | –            | –            | 29              | 35              | 49             | 59             | –             | –             | –             | 51                  | 60                  | 22                     | 23                     | 40            | 33            | –                   | –                   | –                   | 37               | 53               | –           | –           | 42            | 63            | 53              | 29              | –                 | –                 |
| Marco Grigoli | –            | –            | 26              | 49              | 43             | 46             | 26            | 26            | 14            | –                   | –                   | 34                     | 56                     | 25            | 38            | –                   | –                   | –                   | 39               | 43               | 31          | 14          | –             | –             | 36              | 42              | –                 | –                 |
| Gabriel Karlen | –            | –            | dsq             | 79              | –              | –              | –             | –             | –             | –                   | –                   | 56                     | 53                     | –             | –             | –                   | –                   | –                   | –                | –                | –           | –           | –             | –             | –               | –               | –                 | –                 |
| Pascal Kälin | –            | –            | 60              | 81              | –              | –              | –             | –             | –             | 24                  | 20                  | –                      | –                      | 56            | 9             | –                   | –                   | –                   | –                | –                | 7           | 37          | 39            | 48            | 16              | 16              | –                 | –                 |
| Killian Peier | –            | –            | 28              | 28              | 30             | 31             | –             | –             | –             | 40                  | 28                  | –                      | –                      | –             | –             | –                   | –                   | –                   | 29               | 22               | 14          | 41          | –             | –             | 9               | 47              | –                 | –                 |
| Andreas Schuler | –            | –            | 69              | 77              | –              | –              | –             | –             | –             | –                   | –                   | –                      | –                      | –             | –             | –                   | –                   | –                   | –                | –                | –           | –           | –             | –             | –               | –               | –                 | –                 |
| Pascal Sommer | –            | –            | 48              | 69              | 70             | 83             | –             | –             | –             | 59                  | 50                  | 46                     | 40                     | 52            | 62            | –                   | –                   | –                   | 26               | 41               | 57          | 49          | 68            | 38            | –               | –               | –                 | –                 |
| Samuel Wiget | –            | –            | 78              | 88              | –              | –              | –             | –             | –             | –                   | –                   | –                      | –                      | –             | –             | –                   | –                   | –                   | –                | –                | –           | –           | –             | –             | –               | –               | –                 | –                 |
| Szwecja |              |              |                 |                 |                |                |               |               |               |                     |                     |                        |                        |               |               |                     |                     |                     |                  |                  |             |             |               |               |                 |                 |                   |                   |
| Jakob Grimholm | 42           | 46           | 79              | 83              | 40             | 76             | 40            | 45            | 40            | –                   | –                   | –                      | –                      | 65            | 66            | –                   | –                   | –                   | –                | –                | –           | –           | –             | –             | 74              | 77              | –                 | –                 |
| Alexander Mitz | 55           | 53           | 38              | 63              | 27             | 72             | 36            | 40            | 34            | –                   | –                   | –                      | –                      | 37            | 58            | –                   | –                   | –                   | –                | –                | –           | –           | –             | –             | 67              | 78              | –                 | –                 |
| Carl Nordin | 48           | 53           | 72              | 73              | 79             | 84             | –             | –             | –             | –                   | –                   | –                      | –                      | 54            | 73            | –                   | –                   | –                   | –                | –                | –           | –           | –             | –             | 64              | 22              | –                 | –                 |
| Ukraina |              |              |                 |                 |                |                |               |               |               |                     |                     |                        |                        |               |               |                     |                     |                     |                  |                  |             |             |               |               |                 |                 |                   |                   |
| Wołodymyr Hływka | –            | –            | –               | –               | –              | –              | –             | –             | –             | –                   | –                   | –                      | –                      | –             | –             | dsq                 | 34                  | dns                 | –                | –                | –           | –           | –             | –             | –               | –               | –                 | –                 |
| Andrij Kalinczuk | –            | 59           | 80              | 90              | 84             | 85             | –             | –             | –             | –                   | –                   | –                      | –                      | –             | –             | –                   | –                   | –                   | –                | –                | dsq         | 57          | –             | –             | –               | –               | –                 | –                 |
| Andrij Kłymczuk | 57           | 42           | 77              | 58              | 67             | 76             | –             | –             | –             | –                   | –                   | 58                     | 39                     | 70            | 75            | –                   | –                   | –                   | –                | –                | –           | –           | –             | –             | –               | –               | 34                | 40                |
| Witalij Szumbareć | 54           | 51           | –               | –               | –              | –              | –             | –             | –             | –                   | –                   | –                      | –                      | –             | –             | –                   | –                   | –                   | –                | –                | –           | –           | –             | –             | –               | –               | –                 | –                 |
| Wołodymyr Werediuk | 37           | 51           | 75              | 80              | 56             | 63             | –             | –             | –             | –                   | –                   | 72                     | 65                     | 64            | 72            | –                   | –                   | –                   | –                | –                | –           | –           | –             | –             | –               | –               | 46                | 37                |
| Wasyl Żurakiwśkyj | dsq          | –            | 88              | 89              | 83             | 86             | –             | –             | –             | –                   | –                   | 76                     | 75                     | 79            | 81            | –                   | –                   | –                   | –                | –                | –           | –           | –             | –             | –               | –               | –                 | –                 |
| Węgry |              |              |                 |                 |                |                |               |               |               |                     |                     |                        |                        |               |               |                     |                     |                     |                  |                  |             |             |               |               |                 |                 |                   |                   |
| Ákos Szilágyi | –            | –            | –               | –               | 81             | 87             | –             | –             | –             | 74                  | 72                  | –                      | –                      | 80            | 83            | –                   | –                   | –                   | –                | –                | –           | –           | 71            | 72            | –               | –               | –                 | –                 |
| Włochy |              |              |                 |                 |                |                |               |               |               |                     |                     |                        |                        |               |               |                     |                     |                     |                  |                  |             |             |               |               |                 |                 |                   |                   |
| Davide Bresadola | 40           | 25           | –               | –               | –              | –              | –             | –             | –             | –                   | –                   | –                      | –                      | –             | –             | –                   | –                   | –                   | –                | –                | –           | –           | –             | –             | –               | –               | –                 | –                 |
| Federico Cecon | –            | –            | dsq             | 78              | 47             | 50             | –             | –             | –             | –                   | –                   | –                      | –                      | –             | –             | –                   | –                   | –                   | 51               | 57               | –           | –           | –             | –             | –               | –               | –                 | –                 |
| Alessio De Crignis | –            | –            | –               | –               | –              | –              | –             | –             | –             | 63                  | 66                  | 66                     | 47                     | 51            | 59            | –                   | –                   | –                   | –                | –                | –           | –           | 52            | 35            | –               | –               | –                 | –                 |
| Diego Dellasega | –            | –            | 60              | 68              | 33             | 71             | –             | –             | –             | 73                  | 53                  | 28                     | 42                     | 33            | 46            | –                   | –                   | –                   | 41               | 41               | –           | –           | –             | –             | –               | –               | –                 | –                 |
| Roberto Dellasega | dsq          | 18           | 55              | 57              | 34             | 12             | –             | –             | –             | 5                   | dns                 | 45                     | 17                     | 13            | 57            | –                   | –                   | –                   | –                | –                | –           | –           | –             | –             | –               | –               | –                 | –                 |
| Zeno Di Lenardo | –            | –            | –               | –               | –              | –              | –             | –             | –             | –                   | –                   | –                      | –                      | –             | –             | –                   | –                   | –                   | 56               | 55               | –           | –           | –             | –             | –               | –               | –                 | –                 |
| Michael Lunardi | –            | –            | –               | –               | –              | –              | –             | –             | –             | 70                  | 63                  | 63                     | 58                     | –             | –             | –                   | –                   | –                   | 31               | dsq              | –           | –           | 55            | 70            | –               | –               | –                 | –                 |
| Andrea Morassi | –            | –            | 74              | 85              | 22             | 25             | –             | –             | –             | –                   | –                   | –                      | –                      | –             | –             | –                   | –                   | –                   | –                | –                | –           | –           | –             | –             | –               | –               | –                 | –                 |
| Legenda |              |              |                 |                 |                |                |               |               |               |                     |                     |                        |                        |               |               |                     |                     |                     |                  |                  |             |             |               |               |                 |                 |                   |                   |
| 1-3 4-30 poniżej 30 dns – Zawodnik zgłoszony do konkursu nie wystartował dsq – Zawodnik zdyskwalifikowany - – Zawodnik nie zgłoszony do konkursu |              |              |                 |                 |                |                |               |               |               |                     |                     |                        |                        |               |               |                     |                     |                     |                  |                  |             |             |               |               |                 |                 |                   |                   |

## Klasyfikacja generalna

### Indywidualnie
Dwudziestu najlepszych zawodników:
| Miejsce | Państwo                  | Występy | Punkty |
| ------- | ------------------------ | ------- | ------ |
| 1.      | Anže Semenič             | 17      | 667    |
| 2.      | Fredrik Bjerkeengen      | 21      | 656    |
| 3.      | Matic Benedik            | 13      | 651    |
| 4.      | Atle Pedersen Rønsen     | 22      | 647    |
| 5.      | Marinus Kraus            | 20      | 636    |
| 6.      | Kim René Elverum Sorsell | 17      | 633    |
| 7.      | Andraž Pograjc           | 22      | 583    |
| 8.      | Jan Ziobro               | 20      | 548    |
| 9.      | Felix Schoft             | 20      | 531    |
| 10.     | Stefan Kraft             | 6       | 525    |
| 11.     | Ole Marius Ingvaldsen    | 18      | 524    |
| 12.     | Manuel Poppinger         | 24      | 475    |
| 13.     | Matic Kramaršič          | 26      | 445    |
| 14.     | Thomas Diethart          | 20      | 429    |
| 15.     | Rok Justin               | 23      | 422    |
| 15.     | Vegard Swensen           | 21      | 422    |
| 17.     | Jan Mayländer            | 22      | 379    |
| 18.     | Danny Queck              | 8       | 388    |
| 19.     | Manuel Fettner           | 4       | 380    |
| 20.     | Nejc Dežman              | 21      | 379    |